# Elytrimitatrix simplex
Elytrimitatrix simplex là một loài bọ cánh cứng trong họ Cerambycidae.